# Космическа опера
Космическа опера (на английски: space opera) е поджанр на спекулативната фантастика или научна фантастика, която набляга на романтичната, често мелодраматична авантюра, която се развива основно или изцяло в космоса, като основно въвлича конфликт между опоненти, които притежават силни (понякога доста измислени) технологии и възможности. Преди 70-те години на XX век терминът космическа опера е използван в негативен смисъл, да означи некачествена научна фантастика, но с времето променя значението си, за да опише определен вид, определен жанр на научната фантастика, без някакви отсъждания за ценност.